# BSティーンズ倶楽部
『BSティーンズ倶楽部』（ビーエス - くらぶ）は、NHKBSで2008年4月6日から2010年3月28日まで放送されていた番組宣伝番組。

## 概要
- 2008年3月まで放送された『BSファン倶楽部』の後継番組であり、10代の若年層（いわゆる「ティーンズ」世代）をターゲットにした番組宣伝番組である。
- 出演者であるお笑いコンビの北陽が、NHK-BSで放送される各番組の出演者を交えて番組を紹介している。
- 固定の放送時間の他に、同じくNHK-BSの番組宣伝番組である『BSスタイル』とともにフィラー番組として放送されている。また、『BSティーンズ倶楽部』で放送されたものは、NHKのホームページで一部公開されている。

## 出演者
- 北陽（虻川美穂子・伊藤さおり）
- 草尾毅 - ナレーション

## 放送時間
NHK BS2
- 日曜日 8:50〜9:00
- 火曜日 18:45〜18:55
- 水曜日 20:50〜21:00

NHK BShi
- 月曜日 11:45〜11:55
- 火曜日 17:50〜18:00
- 木曜日 17:50〜18:00